# Coupe du monde de tir à l'arc de 2015
Navigation
Édition précédente Édition suivante
La coupe du monde de tir à l'arc de 2015 est la dixième édition annuelle de la coupe du monde organisée par la World Archery Federation (WA). Elle regroupe des compétitions individuelles, par équipes et mixtes dans les catégories d'arc classique et arc à poulies. 
Quatre compétitions de qualification ont lieu entre mai et septembre pour chacune des catégories et les meilleurs archers sont qualifiés pour les finales début septembre à Mexico. Toutes les épreuves se déroulent en extérieur avec des cibles se situant à 70 m pour l'arc classique et 50 m pour l'arc à poulies. Le format des épreuves reste identique au tir à l'arc aux Jeux olympiques pour l'arc classique.

## Calendrier
| Étape  | Date                      | Lieu     | Pays     |
| ------ | ------------------------- | -------- | -------- |
| 1re    | du 5 au 10 mai 2015       | Shanghai | Chine    |
| 2e     | du 26 au 31 mai 2015      | Antalya  | Turquie  |
| 3e     | du 11 au 16 août 2015     | Wrocław  | Pologne  |
| 4e     | du 6 au 13 septembre 2015 | Medellín | Colombie |
| Finale | du 24 au 25 octobre 2015  | Mexico   | Mexique  |

## Résultats des étapes qualificatives

### Classique masculin
| Lieu     | Or                     | Argent       | Bronze            |
| -------- | ---------------------- | ------------ | ----------------- |
| Shanghai | Ku Bonchan             | Kim Woojin   | Riau Ega Agatha   |
| Antalya  | Lee Seung-yun          | Kim Woojin   | Collin Klimitchek |
| Wrocław  | Jean-Charles Valladont | Zach Garrett | Anton Prilepov    |
| Medellín | Xing Yu                | Im Dong-hyun | Rick van der Ven  |

### Classique féminin
| Lieu     | Or              | Argent        | Bronze         |
| -------- | --------------- | ------------- | -------------- |
| Shanghai | Kang Chae-young | Choi Misun    | Ki Bo-bae      |
| Antalya  | Choi Misun      | Ki Bo-bae     | Deepika Kumari |
| Wrocław  | Mackenzie Brown | Ayano Kato    | Elena Richter  |
| Medellín | Hong Sunam      | Lee Tuk-young | Le Chien-Ying  |

### Poulies masculin
| Lieu     | Or                | Argent            | Bronze          |
| -------- | ----------------- | ----------------- | --------------- |
| Shanghai | Sébastien Peineau | Mike Schloesser   | Dominique Genet |
| Antalya  | Kim Jongho        | Mike Schloesser   | Reo Wilde       |
| Wrocław  | Abhishek Verma    | Esmaeil Ebadi     | Steve Anderson  |
| Medellín | Sébastien Peineau | Roberto Hernández | Reo Wilde       |

### Poulies féminin
| Lieu     | Or              | Argent             | Bronze                         |
| -------- | --------------- | ------------------ | ------------------------------ |
| Shanghai | Sara López      | Linda Ochoa        | Stephanie Sarai Salinas        |
| Antalya  | Andrea Marcos   | Mariia Vinogradova | Stephanie Sarai Salinas        |
| Wrocław  | Natalia Avdeeva | Alejandra Usquiano | Linda Ochoa                    |
| Medellín | Sara López      | Paige Pearce       | Maria Eugenia Gonzalez Briozzo |

### Classique masculin par équipes
| Lieu     | Or                                                         | Argent                                                       | Bronze                                                         |
| -------- | ---------------------------------------------------------- | ------------------------------------------------------------ | -------------------------------------------------------------- |
| Shanghai | Japon Takaharu Furukawa Naoya Oniyama Ayumi Iwata          | Corée du Sud Kim Woojin Ku Bonchan Oh Jin-hyek               | Indonésie Riau Ega Agatha Hendra Purnama Muhammad Hanif Wijaya |
| Antalya  | Chine Xing Yu Gu Xuesong Wang Gang                         | Corée du Sud Kim Woojin Oh Jin-hyek Ku Bonchan               | France Lucas Daniel Jean-Charles Valladont Pierre Plihon       |
| Wrocław  | États-Unis Collin Klimitchek Sean McLaughlin Brady Ellison | Allemagne Florian Floto Florian Kahllund Marc Rudow          | Chine Huang Rui Dai Xiaoxiang Yong Zhiwei                      |
| Medellín | Corée du Sud Im Dong-hyun Lee Woo-seok Shin Jae-hun        | États-Unis Collin Klimitchek Brady Ellison Daniel McLaughlin | Chine Xing Yu Gu Xuesong Wang Gang                             |

### Classique féminin par équipes
| Lieu     | Or                                                         | Argent                                                        | Bronze                                                    |
| -------- | ---------------------------------------------------------- | ------------------------------------------------------------- | --------------------------------------------------------- |
| Shanghai | Corée du Sud Kang Chae-young Choi Misun Ki Bo-bae          | Allemagne Karina Winter Lisa Unruh Veronika Haidn Tschalova   | États-Unis Khatuna Lorig La Nola Pritchard Ariel Gibilaro |
| Antalya  | Japon Kaori Kawanaka Yuki Hayashi (ja) Saori Nagamine      | Corée du Sud Kang Chae-young Choi Misun Ki Bo-bae             | Chine Qi Yuhong Wu Jiaxin Zhang Yunlu                     |
| Wrocław  | États-Unis Mackenzie Brown Khatuna Lorig La Nola Pritchard | Géorgie Kristine Esebua Khatuna Narimanidze Yulia Lobzhenidze | Chine Cao Hui Qi Yuhong Cui Yuanyuan                      |
| Medellín | Taipei chinois Tan Ya-Ting Le Chien-Ying Hsiung Mei-Chien  | Corée du Sud Lee Tuk-young Jeon Sungeun Hong Sunam            | États-Unis Mackenzie Brown Khatuna Lorig Ariel Gibilaro   |

### Classique mixte par équipes
| Lieu     | Or                                      | Argent                                   | Bronze                                       |
| -------- | --------------------------------------- | ---------------------------------------- | -------------------------------------------- |
| Shanghai | Corée du Sud Kang Chae-young Kim Woojin | Japon Kaori Kawanaka Takaharu Furukawa   | Mexique Aida Roman Juan René Serrano         |
| Antalya  | Corée du Sud Choi Misun Kim Woojin      | Chine Xing Yu Qi Yuhong                  | Japon Kaori Kawanaka Takaharu Furukawa       |
| Wrocław  | Mexique Aida Roman Juan René Serrano    | Inde Deepika Kumari Mangal Singh Champia | Biélorussie Alena Kuzniatzova Anton Prilepov |
| Medellín | Corée du Sud Lee Tuk-young Im Dong-hyun | Chine Wu Jiaxin Xing Yu                  | Japon Kaori Kawanaka Takaharu Furukawa       |

### Poulies masculin par équipes
| Lieu     | Or                                                     | Argent                                                 | Bronze                                                        |
| -------- | ------------------------------------------------------ | ------------------------------------------------------ | ------------------------------------------------------------- |
| Shanghai | Danemark Stephan Hansen Martin Damsbo Patrick Laursen  | Iran Yaser Amouei Majid Gheidi Esmaeil Ebadi           | Inde Abhishek Verma Rajat Chauhan Chinglensana Luwang Maisnam |
| Antalya  | États-Unis Reo Wilde Steve Anderson Bridger Deaton     | Danemark Stephan Hansen Martin Damsbo Patrick Laursen  | Corée du Sud Choi Yong-hee Kim Jongho Kim Taeyoon             |
| Wrocław  | Danemark Stephan Hansen Martin Damsbo Patrick Laursen  | États-Unis Braden Gellenthien Steve Anderson Reo Wilde | Italie Sergio Pagni Federico Pagnoni Michele Nancioni         |
| Medellín | États-Unis Reo Wilde Steve Anderson Braden Gellenthien | Italie Federico Pagnoni Michele Nancioni Sergio Pagni  | Inde Sarvesh Pareek Sandeep Kumar Isaiah Rajender Sanam       |

### Poulies féminin par équipes
| Lieu     | Or                                                                     | Argent                                                    | Bronze                                                          |
| -------- | ---------------------------------------------------------------------- | --------------------------------------------------------- | --------------------------------------------------------------- |
| Shanghai | Malaisie Fatin Nurfatehah Mat Salleh Nor Rizah Ishak Saritha Cham Nong | États-Unis Crystal Gauvin Angela Bradley Lexi Keller      | Russie Mariia Vinogradova Svetlana Cherkashneva Natalia Avdeeva |
| Antalya  | Colombie Sara López Alejandra Usquiano Maja Marcen                     | Corée du Sud Seol Dayeong Choi Bomin Kim Yun-hee          | Russie Natalia Avdeeva Mariia Vinogradova Albina Loginova       |
| Wrocław  | Russie Mariia Vinogradova Svetlana Cherkashneva Natalia Avdeeva        | Italie Marcella Tonioli Viviana Spano Anastasia Anastasio | États-Unis Crystal Gauvin Lexi Keller Angela Bradley            |
| Medellín | Colombie Sara López Aura Maria Bravo Alejandra Usquiano                | Italie Viviana Spano Anastasia Anastasio Laura Longo      | États-Unis Lexi Keller Paige Pearce Danielle Reynolds           |

### Poulies mixte par équipes
| Lieu     | Or                                             | Argent                                                   | Bronze                                       |
| -------- | ---------------------------------------------- | -------------------------------------------------------- | -------------------------------------------- |
| Shanghai | Colombie Sara López Daniel Muñoz               | Turquie Yesim Bostan Demir Elmaagacli                    | Pays-Bas Irina Markovic Mike Schloesser      |
| Antalya  | Danemark Tanja Jensen Stephan Hansen           | Afrique du Sud Jeanine Van Kradenburg Gabriel Badenhorst | Allemagne Kristina Heigenhauser Marcus Laube |
| Wrocław  | Danemark Sarah Holst Sonnichsen Stephan Hansen | Iran Afsaneh Shafielavijeh Esmaeil Ebadi                 | États-Unis Crystal Gauvin Braden Gellenthien |
| Medellín | Italie Viviana Spano Federico Pagnoni          | Slovénie Toja Cerne Dejan Sitar                          | États-Unis Lexi Keller Reo Wilde             |

## La finale
En finale, seules les épreuves individuelles et mixtes dans les catégories arc classique et arc poulies sont disputées.

### Classique masculin
|  | Quarts-de-finale           | Quarts-de-finale           |                            |                 | Demi-finales           | Demi-finales |  |  | Finale                | Finale |
|  | Quarts-de-finale           | Quarts-de-finale           |                            |                 | Demi-finales           | Demi-finales |  |  | Finale                | Finale |
|  |                            |                            |                            |                 |                        |              |  |  |                       |        |
|  |                            |                            |                            |                 |                        |              |  |  |                       |        |
|  |                            |                            |                            |                 |                        |              |  |  |                       |        |
|  | Kim Woo-jin (1)            | 6                          |                            |                 |                        |              |  |  |                       |        |
|  | Kim Woo-jin (1)            | 6                          |                            |                 |                        |              |  |  |                       |        |
|  | Luis Álvarez (8)           | 4                          |                            |                 |                        |              |  |  |                       |        |
|  | Luis Álvarez (8)           | 4                          | Kim Woo-jin (1)            | 5               |                        |              |  |  |                       |        |
|  |                            |                            | Kim Woo-jin (1)            | 5               |                        |              |  |  |                       |        |
|  |                            | Jean-Charles Valladont (4) | 6                          |                 |                        |              |  |  |                       |        |
|  | Xing Yu (5)                | Jean-Charles Valladont (4) | 6                          | 1               |                        |              |  |  |                       |        |
|  | Xing Yu (5)                |                            |                            | 1               |                        |              |  |  |                       |        |
|  | Jean-Charles Valladont (4) | 7                          |                            |                 |                        |              |  |  |                       |        |
|  | Jean-Charles Valladont (4) | 7                          | Jean-Charles Valladont (5) | 2               |                        |              |  |  |                       |        |
|  |                            |                            | Jean-Charles Valladont (5) | 2               |                        |              |  |  |                       |        |
|  |                            | Miguel Alvarino Garcia (2) | 6                          |                 |                        |              |  |  |                       |        |
|  | Brady Ellison (3)          | Miguel Alvarino Garcia (2) | 6                          | 2               |                        |              |  |  |                       |        |
|  | Brady Ellison (3)          |                            |                            | 2               |                        |              |  |  |                       |        |
|  | Collin Klimitchek (6)      | 6                          |                            |                 |                        |              |  |  |                       |        |
|  | Collin Klimitchek (6)      | 6                          | Collin Klimitchek (6)      | 3               |                        |              |  |  |                       |        |
|  |                            |                            | Collin Klimitchek (6)      | 3               | Match pour la 3e place |              |  |  |                       |        |
|  |                            | Miguel Alvarino Garcia (7) | 7                          |                 |                        |              |  |  |                       |        |
|  | Miguel Alvarino Garcia (7) | Miguel Alvarino Garcia (7) | 7                          | 6               |                        |              |  |  |                       |        |
|  | Miguel Alvarino Garcia (7) |                            |                            | 6               |                        |              |  |  |                       |        |
|  | Lee Seungyun (2)           | 4                          |                            | Kim Woo-jin (1) | 7                      |              |  |  |                       |        |
|  | Lee Seungyun (2)           | 4                          |                            | Kim Woo-jin (1) | 7                      |              |  |  |                       |        |
|  |                            |                            |                            |                 |                        |              |  |  | Collin Klimitchek (6) | 3      |
|  |                            |                            |                            |                 |                        |              |  |  | Collin Klimitchek (6) | 3      |

### Classique féminin
|  | Quarts-de-finale       | Quarts-de-finale    |                    |                     | Demi-finales           | Demi-finales |  |  | Finale            | Finale |
|  | Quarts-de-finale       | Quarts-de-finale    |                    |                     | Demi-finales           | Demi-finales |  |  | Finale            | Finale |
|  |                        |                     |                    |                     |                        |              |  |  |                   |        |
|  |                        |                     |                    |                     |                        |              |  |  |                   |        |
|  |                        |                     |                    |                     |                        |              |  |  |                   |        |
|  | Choi Misun (1)         | 7                   |                    |                     |                        |              |  |  |                   |        |
|  | Choi Misun (1)         | 7                   |                    |                     |                        |              |  |  |                   |        |
|  | Alejandra Valencia (8) | 3                   |                    |                     |                        |              |  |  |                   |        |
|  | Alejandra Valencia (8) | 3                   | Choi Misun (1)     | 6                   |                        |              |  |  |                   |        |
|  |                        |                     | Choi Misun (1)     | 6                   |                        |              |  |  |                   |        |
|  |                        | Mackenzie Brown (5) | 4                  |                     |                        |              |  |  |                   |        |
|  | Mackenzie Brown (5)    | Mackenzie Brown (5) | 4                  | 6                   |                        |              |  |  |                   |        |
|  | Mackenzie Brown (5)    |                     |                    | 6                   |                        |              |  |  |                   |        |
|  | Ana Maria Rendon (4)   | 2                   |                    |                     |                        |              |  |  |                   |        |
|  | Ana Maria Rendon (4)   | 2                   | Choi Misun (1)     | 6                   |                        |              |  |  |                   |        |
|  |                        |                     | Choi Misun (1)     | 6                   |                        |              |  |  |                   |        |
|  |                        | Deepika Kumari (6)  | 2                  |                     |                        |              |  |  |                   |        |
|  | Kaori Kawanaka (3)     | Deepika Kumari (6)  | 2                  | 4                   |                        |              |  |  |                   |        |
|  | Kaori Kawanaka (3)     |                     |                    | 4                   |                        |              |  |  |                   |        |
|  | Deepika Kumari (6)     | 6                   |                    |                     |                        |              |  |  |                   |        |
|  | Deepika Kumari (6)     | 6                   | Deepika Kumari (6) | 6                   |                        |              |  |  |                   |        |
|  |                        |                     | Deepika Kumari (6) | 6                   | Match pour la 3e place |              |  |  |                   |        |
|  |                        | Le Chien-Ying (7)   | 4                  |                     |                        |              |  |  |                   |        |
|  | Le Chien-Ying (7)      | Le Chien-Ying (7)   | 4                  | 6                   |                        |              |  |  |                   |        |
|  | Le Chien-Ying (7)      |                     |                    | 6                   |                        |              |  |  |                   |        |
|  | Ki Bo-Bae (2)          | 2                   |                    | Mackenzie Brown (5) | 0                      |              |  |  |                   |        |
|  | Ki Bo-Bae (2)          | 2                   |                    | Mackenzie Brown (5) | 0                      |              |  |  |                   |        |
|  |                        |                     |                    |                     |                        |              |  |  | Le Chien-Ying (7) | 6      |
|  |                        |                     |                    |                     |                        |              |  |  | Le Chien-Ying (7) | 6      |

### Classique mixte par équipes
L'équipe de Corée du Sud composée de Choi Misun et Kim Woojin s'impose contre l'équipe du Mexique composée de Alejandra Valencia et Luis Álvarez sur le score de 6 à 2.

### Poulies masculin
|  | Quarts-de-finale      | Quarts-de-finale     |                      |                   | Demi-finales           | Demi-finales |  |  | Finale              | Finale |
|  | Quarts-de-finale      | Quarts-de-finale     |                      |                   | Demi-finales           | Demi-finales |  |  | Finale              | Finale |
|  |                       |                      |                      |                   |                        |              |  |  |                     |        |
|  |                       |                      |                      |                   |                        |              |  |  |                     |        |
|  |                       |                      |                      |                   |                        |              |  |  |                     |        |
|  | Mike Schloesser (1)   | 140                  |                      |                   |                        |              |  |  |                     |        |
|  | Mike Schloesser (1)   | 140                  |                      |                   |                        |              |  |  |                     |        |
|  | Mario Cardoso (8)     | 141                  |                      |                   |                        |              |  |  |                     |        |
|  | Mario Cardoso (8)     | 141                  | Mario Cardoso (8)    | 142               |                        |              |  |  |                     |        |
|  |                       |                      | Mario Cardoso (8)    | 142               |                        |              |  |  |                     |        |
|  |                       | Abhishek Verma (5)   | 150                  |                   |                        |              |  |  |                     |        |
|  | Abhishek Verma (5)    | Abhishek Verma (5)   | 150                  | 148               |                        |              |  |  |                     |        |
|  | Abhishek Verma (5)    |                      |                      | 148               |                        |              |  |  |                     |        |
|  | Martin Damsbo (4)     | 146                  |                      |                   |                        |              |  |  |                     |        |
|  | Martin Damsbo (4)     | 146                  | Abhishek Verma (5)   | 143               |                        |              |  |  |                     |        |
|  |                       |                      | Abhishek Verma (5)   | 143               |                        |              |  |  |                     |        |
|  |                       | Demir Elmaağaçlı (6) | 145                  |                   |                        |              |  |  |                     |        |
|  | Reo Wilde (3)         | Demir Elmaağaçlı (6) | 145                  | 143               |                        |              |  |  |                     |        |
|  | Reo Wilde (3)         |                      |                      | 143               |                        |              |  |  |                     |        |
|  | Demir Elmaağaçlı (6)  | 145                  |                      |                   |                        |              |  |  |                     |        |
|  | Demir Elmaağaçlı (6)  | 145                  | Demir Elmaağaçlı (6) | 146               |                        |              |  |  |                     |        |
|  |                       |                      | Demir Elmaağaçlı (6) | 146               | Match pour la 3e place |              |  |  |                     |        |
|  |                       | Dominique Genet (7)  | 145                  |                   |                        |              |  |  |                     |        |
|  | Dominique Genet (7)   | Dominique Genet (7)  | 145                  | 145               |                        |              |  |  |                     |        |
|  | Dominique Genet (7)   |                      |                      | 145               |                        |              |  |  |                     |        |
|  | Sébastien Peineau (2) | 144                  |                      | Mario Cardoso (8) | 139                    |              |  |  |                     |        |
|  | Sébastien Peineau (2) | 144                  |                      | Mario Cardoso (8) | 139                    |              |  |  |                     |        |
|  |                       |                      |                      |                   |                        |              |  |  | Dominique Genet (7) | 149    |
|  |                       |                      |                      |                   |                        |              |  |  | Dominique Genet (7) | 149    |

### Poulies féminin
|  | Quarts-de-finale            | Quarts-de-finale            |                          |                             | Demi-finales           | Demi-finales |  |  | Finale                   | Finale |
|  | Quarts-de-finale            | Quarts-de-finale            |                          |                             | Demi-finales           | Demi-finales |  |  | Finale                   | Finale |
|  |                             |                             |                          |                             |                        |              |  |  |                          |        |
|  |                             |                             |                          |                             |                        |              |  |  |                          |        |
|  |                             |                             |                          |                             |                        |              |  |  |                          |        |
|  | Sara Lopez (1)              | 148                         |                          |                             |                        |              |  |  |                          |        |
|  | Sara Lopez (1)              | 148                         |                          |                             |                        |              |  |  |                          |        |
|  | Alejandra Usquiano (8)      | 140                         |                          |                             |                        |              |  |  |                          |        |
|  | Alejandra Usquiano (8)      | 140                         | Sara Lopez (1)           | 144                         |                        |              |  |  |                          |        |
|  |                             |                             | Sara Lopez (1)           | 144                         |                        |              |  |  |                          |        |
|  |                             | Stephanie Sarai Salinas (4) | 143                      |                             |                        |              |  |  |                          |        |
|  | Andrea Marcos (5)           | Stephanie Sarai Salinas (4) | 143                      | 139 (9)                     |                        |              |  |  |                          |        |
|  | Andrea Marcos (5)           |                             |                          | 139 (9)                     |                        |              |  |  |                          |        |
|  | Stephanie Sarai Salinas (4) | 139 (10)                    |                          |                             |                        |              |  |  |                          |        |
|  | Stephanie Sarai Salinas (4) | 139 (10)                    | Sara Lopez (1)           | 145                         |                        |              |  |  |                          |        |
|  |                             |                             | Sara Lopez (1)           | 145                         |                        |              |  |  |                          |        |
|  |                             | Mariia Vinogradova (7)      | 137                      |                             |                        |              |  |  |                          |        |
|  | Linda Ochoa-Anderson (3)    | Mariia Vinogradova (7)      | 137                      | 145                         |                        |              |  |  |                          |        |
|  | Linda Ochoa-Anderson (3)    |                             |                          | 145                         |                        |              |  |  |                          |        |
|  | Crystal Gauvin (6)          | 141                         |                          |                             |                        |              |  |  |                          |        |
|  | Crystal Gauvin (6)          | 141                         | Linda Ochoa-Anderson (3) | 142                         |                        |              |  |  |                          |        |
|  |                             |                             | Linda Ochoa-Anderson (3) | 142                         | Match pour la 3e place |              |  |  |                          |        |
|  |                             | Mariia Vinogradova (7)      | 145                      |                             |                        |              |  |  |                          |        |
|  | Mariia Vinogradova (7)      | Mariia Vinogradova (7)      | 145                      | 135                         |                        |              |  |  |                          |        |
|  | Mariia Vinogradova (7)      |                             |                          | 135                         |                        |              |  |  |                          |        |
|  | Natalia Avdeeva (2)         | 127                         |                          | Stephanie Sarai Salinas (4) | 140                    |              |  |  |                          |        |
|  | Natalia Avdeeva (2)         | 127                         |                          | Stephanie Sarai Salinas (4) | 140                    |              |  |  |                          |        |
|  |                             |                             |                          |                             |                        |              |  |  | Linda Ochoa-Anderson (3) | 143    |
|  |                             |                             |                          |                             |                        |              |  |  | Linda Ochoa-Anderson (3) | 143    |

### Poulies mixte par équipes
L'équipe du Danemark composée de Erika Anear et Stephan Hansen s'impose contre l'équipe du Mexique composée de Linda Ochoa-Anderson et Mario Cardoso sur le score de 151 à 144.